# Pilar Ferran Hernández
Pilar Ferran Hernández (Sant Boi de Llobregat, 8 de maig 1940) és una política catalana.

## Biografia
Estudià assistència social a Colòmbia. Treballà durant 8 anys com a assistenta social en la reforma agrària d'aquest país i fou professora de treball social de la Universitat Externa de Bogotà. Després tornà a Espanya i treballà com a assistenta social a l'Institut Mental de la Santa Creu de Barcelona, a l'INP de Sant Boi de Llobregat; de professora de treball social a l'Escola Superior d'Assistents Socials de Barcelona; d'assistenta social al Centre de la Salut Mental de Sants (ASPANIAS) i al Servei de Psiquiatria Infantil de la Creu Roja, de l'Hospitalet de Llobregat. És sòcia de la Creu Roja Espanyola i del Centre d'Informació i Documentació Internacional a Barcelona (CIDOB).
És membre de la UGT de Catalunya des de 1975, del PSOE des de 1976 i del Partit dels Socialistes de Catalunya des de 1978. Amb aquest partit fou escollida regidora de serveis socials i després tinent d'alcalde de l'Ajuntament de l'Hospitalet de Llobregat a les eleccions municipals espanyoles de 1979. També fou escollida diputada al Parlament de Catalunya de 1984, ocupant el lloc 26è i repetint el 1988, en què ocupa el 19è lloc a les llistes, i ha estat membre, entre d'altres, de la Comissió de Política Social i de la Comissió d'Estudi sobre les Bosses de Pobresa o la Comissió d'Estudi sobre la Problemàtica de la SIDA del Parlament de Catalunya. El 1987 fou nomenada presidenta del Patronat Municipal de Serveis Comunitaris.